# Уольуоль
Уольуоль, Уал-Уал (амх. ወልወል) — город, расположенный в зоне Уордер региона Сомали, входящего в состав Федеративной Демократической Республики Эфиопия. Географически находится на территории историко-географической области Огаден, в 150 км от сомалийской границы. Высота над уровнем моря — 570 м.
Также представляет собой оазис, имеющий огромное значение для местных племён пастухов в связи с расположением на его территории около 300 колодцев.
В 1934 году Королевство Италия предприняло успешную попытку овладеть им и включить в состав своих владений в Сомали, что привело к эскалации Абиссинского кризиса.